# Old Navy

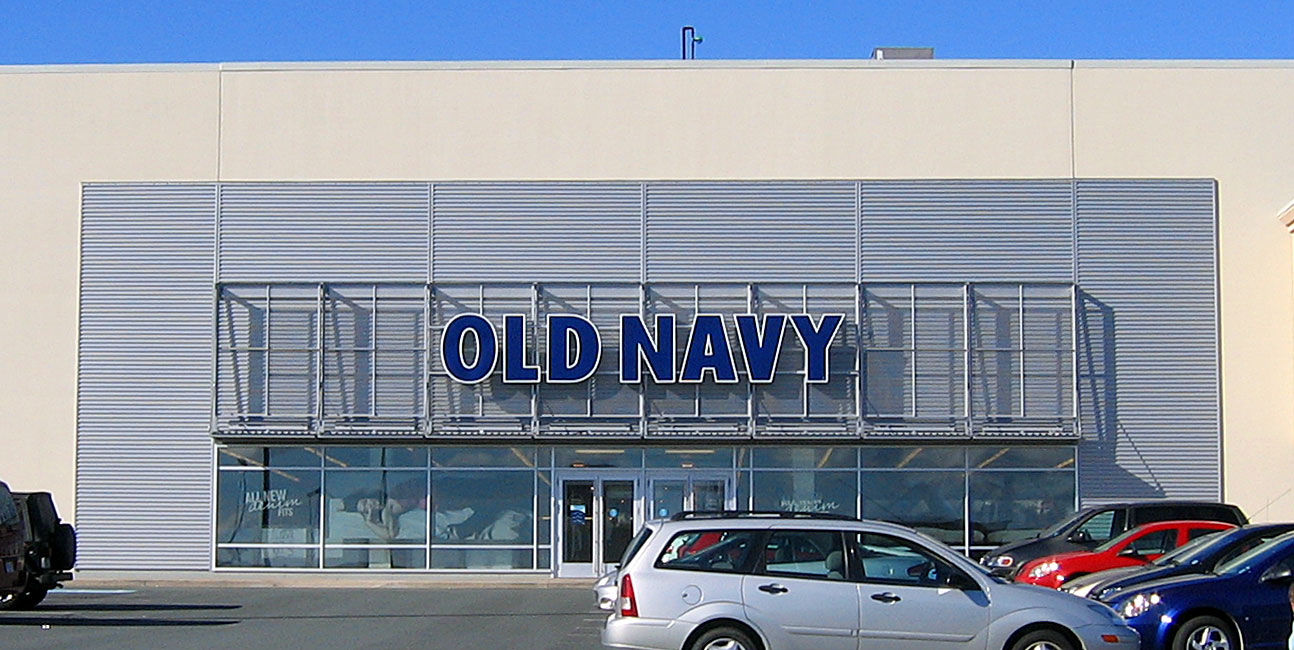
Sklep "Old Navy" w Halifaksie

Old Navy – sieć sklepów odzieżowych należąca do firmy GAP, która również posiada marki The GAP, Banana Republic oraz Forth & Towne. Główna baza administracyjna Old Navy (oraz GAP) znajduje się w San Francisco i San Bruno w Kalifornii.

## Historia
Old Navy zostało stworzone w 1994 roku jako sieć sklepów o przystępnych cenach. Pierwszy sklep Old Navy został otworzony w Colma w Kalifornii. Do 2005 roku Old Navy posiadało ponad 800 sklepów w wielu miastach w USA i Kanadzie. Największy sklep Old Navy znajduje się w Chicago w Illinois.
Nazwa "Old Navy" została wybrana ze względu na początkową wizję sieci jako sklepów przypominających tradycyjne sklepy z zaopatrzeniem w stylu wojskowym. Mimo że powyższa wizja została dość szybko odrzucona, wiele ze sklepów utrzymanych zostało w stylu dużych magazynów zaopatrzeniowych.
Internetowa wersja sklepu Old Navy , została otwarta w 2000 roku.
W 2001 roku, Old Navy otworzyło 12 nowych sklepów w Kanadzie, gdzie oferowane są identyczne produkty jak w amerykańskich sklepach, ale po minimalnie wyższych cenach.

## Koncept
Głównymi klientami sieci Old Navy są rodziny średniej klasy oraz nastolatkowie. Ubrania w Old Navy sa modne, ale również w przystępniejszych cenach niż w innych sklepach sieci GAP (GAP, Banana Republic) oraz w konkurencyjnych sieciach (American Eagle Outfitters, H&M, The Buckle, Abercrombie & Fitch czy Hollister). Sklepy Old Navy posiadają osobne sekcje niemowlęce, dziecięce, męskie i damskie, oferujące odzież w różnych stylach i na różne okazje. Dodatkowo, Old Navy sprzedaje różnorodne akcesoria, wśród nich buty, torebki, zabawki, nakrycia głowy i okulary przeciwsłoneczne. Prawdopodobnie, jednym z najbardziej rozpoznawalnych produktów Old Navy są klapki japonki.
Old Navy uznaje się nieformalnie za całkowicie amerykańską markę. Sieć Old Navy wypuszcza co roku latem koszulki z flagą amerykańską. Każdego roku koszulki posiadają inaczej wyglądającą wersję flagi amerykańskiej oraz rok wydania. W kanadyjskich sklepach sprzedawane są podobne koszulki posiadające kanadyjską flagę.

## Kampanie reklamowe
Najbardziej rozpoznawalnym aspektem reklam telewizyjnych Old Navy jest ich satyryczny ton i nawiązanie do czasów retro, pomiędzy 1940 a 1960. W odróżnieniu od reklam sieci odzieżowej GAP, reklamy Old Navy przedstawiają roześmiane rodziny prezentujące linie odzieżowe podczas udziału w różnych rodzinnych aktywnosciach - jak grillowanie. Często używanym sloganem reklamowym jest, szeroko rozpoznawalne, "(tutaj nazwa artykulu) dla całej rodziny!".
Old Navy jest również znane ze swoich kampanii reklamowych z udziałem znanych osób, takich jak Morgan Fairchild oraz artystka hip-hopowa Lil’ Kim. Inna popularną osobą w reklamach Old Navy była edytorka magazynu Vogue – Carrie Donovan, która często pokazywała się w reklamach z oficjalnym psem kampanii Old Navy - Magic. Według firmy GAP, Magic, mieszanka teriera, został ocalony z ulic San Jose, w Kalifornii i przygarnięty. Magic został nieformalną maskotką kampanii, mimo że Donovan odeszła.
Gwiazdy Jeffersons - Isabel Sanford i Sherman Helmsley - pojawiły się w wielu reklamach telewizyjnych sieci w późnych latach 90. i od roku 2000.